# Сан-Костантіно-Альбанезе
Сан-Костантіно-Альбанезе (італ. San Costantino Albanese) — муніципалітет в Італії, у регіоні Базиліката, провінція Потенца.
Сан-Костантіно-Альбанезе розташований на відстані близько 390 км на південний схід від Рима, 80 км на південний схід від Потенци.
Населення — 750 осіб (2014).
Щорічний фестиваль відбувається 21 травня. Покровитель — San Costantino il Grande.

## Демографія
Населення за роками:

Станом на 1 січня 2023 року в муніципалітеті офіційно проживало 19 іноземців з 4 країн, серед них 14 громадян країн Євросоюзу.

## Уродженці
- Ліборіо Лігуорі (*1950) — італійський футболіст, захисник.

## Сусідні муніципалітети
- К'яромонте
- Франкавілла-ін-Сінні
- Ноеполі
- Сан-Паоло-Альбанезе
- Терранова-ді-Полліно